# Långtjärnen (Degerfors socken, Västerbotten, 715305-167200)
Långtjärnen är en sjö i Vindelns kommun i Västerbotten och ingår i Umeälvens huvudavrinningsområde. Sjön har en area på 0,107 kvadratkilometer och ligger 222,3 meter över havet. Sjön avvattnas av vattendraget Björkträskbäcken.

## Delavrinningsområde
Långtjärnen ingår i det delavrinningsområde (715324-167309) som SMHI kallar för Utloppet av Stormörtträsket. Medelhöjden är 251 meter över havet och ytan är 11,05 kvadratkilometer. Det finns inga avrinningsområden uppströms utan avrinningsområdet är högsta punkten. Björkträskbäcken som avvattnar avrinningsområdet har biflödesordning 3, vilket innebär att vattnet flödar genom totalt 3 vattendrag innan det når havet efter 144 kilometer. Avrinningsområdet består mestadels av skog (86 procent). Avrinningsområdet har 1,06 kvadratkilometer vattenytor vilket ger det en sjöprocent på 9,6 procent.